# Волгоградский скоростной трамвай
Волгогра́дский скоростно́й трамва́й (также неоф. метротрам или метротрамвай) —  автономная трамвайная система в Волгограде с подземным и наземным пролеганием, открытая 5 ноября 1984 года. Организационно эксплуатируется совместно с обычной трамвайной сетью города. Совмещает элементы трамвайной системы (трамвайные вагоны, система электропитания) и метрополитена (протяжённый подземный участок со станциями, система безопасности движения АЛС-АРС). Одна из популярных достопримечательностей города.

## История
К 1960 году возможности городского транспорта оказались на пределе из-за быстрого роста населения и вытянутой топологии города. Однако руководство страны отказало городу в строительстве метро — его строили только в городах-миллионниках, а в городе насчитывалось только 800 тысяч жителей. К тому же, строительство полноценного метро было бы осложнено структурно неустойчивыми грунтами, обводнённостью и агрессивностью среды. Тогда руководитель Волгоградского трамвайно-троллейбусного управления Михаил Зозуля предложил построить гибрид метро и трамвая. Проект получил название «скоростной трамвай». В разработке проекта участвовали производственные объединения «Гражданстрой» и «Харьковметрострой».
В 1970-м началось строительство наземных участков линии, а в 1976 году — подземной её части. Протяжённость первой очереди составила 13,5 км (в том числе 3,5 км — подземная часть, две подземные станции, одна — на эстакаде). Подземная часть (под проспектом Ленина)  строилась по техническим стандартам метрополитенов и могла быть переоборудована под движение поездов метро. 5 ноября 1984 года было открыто постоянное пассажирское движение.  Время в пути составляло до 33 минут. На линии работало 28 поездов, и в час пик трамвай перевозил до 25 тысяч пассажиров.
Первоначально на маршруте скоростного трамвая эксплуатировались сдвоенные вагоны с правосторонним расположением дверей и кабинами водителя, ориентированными по направлению движения. На конечных станциях трамваи оборачивались через разворотные кольца. При этом подземные станции Площадь Ленина и Комсомольская имели центральные островные платформы, поэтому на участках ЦПКиО — Площадь Ленина и Комсомольская — Пионерская были построены скрещивающиеся тоннели для организации на этих станциях левостороннего движения с целью обеспечения возможности выхода пассажиров на платформу.
В 1985 году началось строительство второй очереди скоростного трамвая, которая также была спроектирована по стандартам метрополитена и использовала технические решения первой очереди. Открытие второй очереди скоростного трамвая состоялось 1 декабря 2011 года. Вторая очередь соединяла три станции, целиком пролегала под землёй и имела протяжённость 3,8 км. На новом участке пути могли использоваться только вагоны с двухсторонним расположением дверей и кабинами управления по обоим концам, так как путевое развитие не содержало скрещивающихся тоннелей и оборотных колец: оборот на конечной станции Ельшанка осуществляется реверсивно. При этом станция Площадь Чекистов с оборотным кольцом оказалась расположенной на ответвлении, и к ней было сохранено движение трамваев маршрута СТ.
Скоростной трамвай в Волгограде обеспечивает пассажирское сообщение пяти районов города из восьми. Интервал движения может доходить до 10 минут и более. Продолжительность поездки на маршруте «ВгТЗ — Ельшанка» составляет от 39 до 45 минут.

## Хронология развития сети скоростного трамвая
1984
- 5 ноября — открыто скоростное движение трамваев по маршруту СТ «ВгТЗ (Тракторный завод) — пл. Чекистов»[3].

2008
- 29 декабря — открыта наземная станция «ТРК „Европа“» на перегоне «ЦПКиО — Пл. Ленина».

2011
- 1 декабря — вводится в эксплуатацию первый участок второй очереди от Пионерской до Ельшанки, открывается маршрут СТ-2 «Стадион „Монолит“ — Ельшанка»[3].

2016
- 4 марта — по просьбе автодилеров, станция «Водоотстой» переименована в «Автоцентр»[11].

2018
- 28 марта — началось строительство трамвайного съезда для организации реверсивного движения перед станцией «ТРК „Европа“»[12].
- 13 апреля — завершено строительство трамвайного съезда перед станцией «ТРК „Европа“» необходимого для введения в строй маршрута Т-1 «ТРК „Европа“ — Ельшанка» на период проведения тестовых матчей и матчей в рамках ЧМ-2018 по футболу на стадионе «Волгоград-Арена».
- 2 мая — опробована специально разработанная схема движения скоростных трамваем в преддверии ЧМ-2018 в рамках второго тестового матча: изменена трасса следования маршрута СТ на «ВгТЗ (Тракторный завод) — Ул. Александра Матросова», отменён маршрут СТ-2, протестирован специальный челночный маршрут Т-1 «ТРК „Европа“ — Ельшанка».
- 9 мая, 18, 22, 25 и 28 июня — в период организации и проведения матчей отменяются маршруты СТ и СТ-2, организуется работа маршрута Т-1 «ТРК „Европа“ — Ельшанка»[13][14].
- 9 июля — маршрут СТ-2 продлён до ВгТЗ (Тракторного завода), маршрут СТ становится вспомогательным[15].
- 15 июля — из-за подтопления тоннеля в Краснооктябрьском районе вследствие обильного ливня организованы временные маршруты: «ВгТЗ (Тракторный завод) — Улица Триумфальная / Улица Штеменко» и Т-1 «ТРК „Европа“ — Ельшанка»[16].
- 18 июля — отменены временные маршруты, восстановлено движение по маршрутам СТ и СТ-2[17].

2020
- 1 апреля — временно приостановлены маршруты СТ и СТ-2 из-за пандемии COVID-19[18][19].
- 13 апреля — возобновлено движение по маршруту СТ-2.
- 17 июня — возобновлено движение по маршруту СТ[20].
- 20 октября — в связи с реконструкцией линии в границах «ВгТЗ (Тракторный завод) — Стадион „Монолит“» временно отменён маршрут СТ, маршрут СТ-2 сокращён до станции «Стадион „Монолит“»[21].

2021
- 1 сентября — маршрут СТ-2 возвращён в изначальные границы: «ВгТЗ (Тракторный завод) — Ельшанка»[22].
- 16 октября — временно сокращён маршрут СТ-2 до станции «Стадион „Монолит“» в связи с проведением производственных работ на линии[23].
- 18 октября — маршрут СТ-2 вернулся на прежнюю трассу.
- 23 октября — временно сокращён маршрут СТ-2 до станции «Стадион „Монолит“» из-за проведения алюминотермитной сварки новых рельсов на участке «ВгТЗ (Тракторный завод) — Завод „Баррикады“»[24].
- 25 октября — маршрут СТ-2 возвращён в изначальные границы.

2022
- 17 января — возобновлено движение по маршруту СТ[25].
- 21 июля — в связи с ремонтом тепломагистрали на улице Глазкова линия разделяется на два независимых участка в районе станции ЦПКиО, организуется временная дополнительная остановка ЦПКиО южнее улицы Глазкова для составов, следующих из центра, маршрут СТ временно отменён, маршрут СТ-2 следует по двум маршрутам «ВгТЗ (Тракторный завод) — ЦПКиО» и «ЦПКиО (временная платформа) — Ельшанка»[26].
- 25 июля — возобновлено движение по маршруту СТ, маршрут СТ-2 следует по единой трассе.

2023
- 20 мая — в связи с реконструкцией линии в границах «Завод „Баррикады“ — Гимназия № 14 (Школа № 31)» маршруты СТ и СТ-2 временно сокращены до станции «Стадион „Монолит“»[27].
- 26 июня — в связи с реконструкцией линии в границах «Гимназия № 14 (Школа № 31) — Ул. 39-й Гвардейской Дивизии» временно закрыты маршруты СТ и СТ-2[28].
- 8 сентября — организовано движение по маршруту СТ-2 в границах «ЦПКиО — Ельшанка» в рамках улучшения транспортной доступности в период празднования Дня города[29].
- 20 октября — движение возобновлено по маршрутам СТ и СТ-2, но до 22 октября трамваи пропускают станцию «Улица 39-й Гвардейской Дивизии» в связи с установкой новых остановочных павильонов[30].

2024
- 13 мая — в связи с реконструкцией линии в границах «Площадь Возрождения» — «ТРК "Европа Сити Молл"» маршруты СТ и СТ-2 временно сокращены до станции «Улица 39-й Гвардейской дивизии»[31].
- 25 июня — в связи с реконструкции линии в районе остановки «Стадион "Монолит"» и в туннеле напротив проходной завода «Красный Октябрь» временно закрыты маршруты СТ и СТ-2[32].
- 31 октября — открытие СТ и СТ-2

## Маршруты

### Действующие
| Маршруты скоростного трамвая | |                            | |                  |            |
| №                            | Информация о маршруте | Конечный пункт A           | Остановки/Станции по маршруту | Конечный пункт B | Примечание |
| СТ                           | Открыт 3 ноября 1984 года от ВгТЗ (Тракторного завода) до Площади Чекистов. Временно урезан до кольца Гимназия № 14 (школа № 31) 31 октября 2024 года | Гимназия № 14 (школа № 31) | Гимназия № 14 (школа № 31) — Стадион «Монолит» — Завод «Красный Октябрь» — Ул. 39-й Гвардейской Дивизии — Пл. Возрождения — Дворец спорта — Мамаев курган — Стадион «Волгоград арена» — ЦПКиО — ТРК «Европа» — Площадь Ленина — Комсомольская — Пионерская | Площадь Чекистов |            |
| СТ-2                         | Открыт 1 декабря 2011 года от Стадиона «Монолит» до Ельшанки. Продлён 9 июля 2018 года до ВгТЗ (Тракторного завода).                                  | ВгТЗ (Тракторный завод)    | Хлебозавод № 4 — Автоцентр (Водоотстой) — Больница Ильича — Завод «Баррикады» — Гимназия № 14 (школа № 31) — Стадион «Монолит» — Завод «Красный Октябрь» — Ул. 39-й Гвардейской Дивизии — Пл. Возрождения — Дворец спорта — Мамаев курган — Стадион «Волгоград арена» — ЦПКиО — ТРК «Европа» — Площадь Ленина — Комсомольская — Пионерская — Профсоюзная — ТЮЗ | Ельшанка         |            |

### Резервные
| Маршруты скоростного трамвая |                                                     |                  |                                                                 |                  |                                                                 |
| №                            | Информация о маршруте                               | Конечный пункт A | Остановки/Станции по маршруту                                   | Конечный пункт B | Примечание                                                      |
| Т-1                          | Открыт 2 мая 2018 года от ТРК «Европа» до Ельшанки. | ТРК «Европа»     | Площадь Ленина — Комсомольская — Пионерская — Профсоюзная — ТЮЗ | Ельшанка         | Запасной маршрут во время ЧМ-2018, резервный в остальное время. |

## Станции
Скоростной трамвай в Волгограде насчитывает 22 станции, из них 16 наземных, одна эстакадная, пять подземных мелкого заложения, среди которых две односводчатые и три колонные.

### Наземные станции
- «ВгТЗ» — наземная кольцевая (оборотная);
- «Хлебозавод» — наземная;
- «Автоцентр» — наземная;
- «Больница Ильича» — наземная;
- «Завод „Баррикады“» — наземная;
- «Гимназия № 14» — наземная;
- «Стадион „Монолит“» — наземная;
- «Завод „Красный Октябрь“» — наземная;
- «Улица 39-й Гвардейской Дивизии» — наземная;
- «Площадь Возрождения» — наземная;
- «Дворец спорта» — наземная;
- «Мамаев курган» — наземная;
- «Стадион „Волгоград-Арена“» — наземная;
- «ЦПКиО» — наземная;
- «ТРК „Европа“» — наземная.

### Первая очередь
- «Площадь Ленина» — подземная односводчатая с островной платформой, глубина — 7 м;
- «Комсомольская» — подземная колонная с островной платформой, глубина — 10 м;
- «Пионерская» — крытая эстакадная (+15 м) с береговыми платформами;
- «Площадь Чекистов» — наземная кольцевая (оборотная), на ответвлении.

### Вторая очередь
- «Профсоюзная» — подземная колонная с островной платформой, глубина — 14 м;
- «ТЮЗ» — подземная односводчатая с островной платформой, глубина — 12 м;
- «Ельшанка» — подземная колонная с береговыми платформами, глубина — 5 м.

## Подвижной состав
Маршруты скоростного трамвая обслуживают трамвайные вагоны из трамвайного парка (бывшее трамвайное депо № 5).
Первоначально основу парка подвижного состава скоростного трамвая составляли вагоны «Tatra T3» выпуска 1980—1987 годов с правосторонним расположением дверей. Часть из них работала на маршрутах обычного трамвая, а часть — на маршрутах скоростного. Вагоны имели бортовые номера с 5699 по 5833, как правило эксплуатировались в сдвоенных односторонних составах.
В дальнейшем началось постепенное пополнение парка двухсторонними вагонами с кабинами управления по обоим концам состава. В первой половине 1990-х годов на линию в опытную эксплуатацию поступили различные типы двухсторонних вагонов: по одному трёхсекционному двухкабинному вагону «Tatra KT8D5» № 5834 чешского производства и «ЛВС-8-2-93 (71-139)» № 5835 производства ПТМЗ), а также одной сплотки из двух односекционных однокабинных двухсторонних вагонов 71-611 (КТМ-11) производства УКВЗ. Из них длительное время с 1992 по 2019 год проработала только Tatra, после чего была передана в Москву. Вагон ЛВС-8-2-93 долгое время простаивал в депо и в 2009 году был порезан, а вагоны 71-611 (КТМ-11) после эксплуатации во 2 депо были переданы в город Волжский в 2005 году.
В 2006 году в депо поступили два трамвайных вагона с номерами 5836 и 5837 из односторонних вагонов типа Татра T3R.PV, которые начали обслуживать маршрут СТ.
В период с 2008 по 2012 год ПТМЗ изготовил и поставил в Волгоград десять двухсторонних трёхсекционных вагонов ЛВС-2009 (71-154). 29 декабря 2008 года состоялась презентация первого такого вагона в Волгограде, который получил бортовой № 5838. Второй вагон прибыл в Волгоград 31 мая 2009 года (бортовой № 5839). В рамках второго контракта ещё семь вагонов (№ 5840 — 5846) были поставлены в течение 2011 года. Согласно третьему контракту к 21 мая 2012 года в Волгоград должны были быть поставлены ещё 3 вагона. Однако прибыл только 5847, а к концу 2012 года завод-изготовитель практически прекратил работу. Эти вагоны начали работать сначала на маршруте СТ, а затем СТ-2.
В марте-апреле 2018 года пришло 20 новых двухсторонних однокабинных трамваев 71-623-03 производства УКВЗ, получившие бортовые номера с 5848 по 5867. Из них было сформировано 10 двухвагонных составов по системе многих единиц (СМЕ) с ориентацией кабин в разные стороны, благодаря чему они получили возможность работать на маршруте СТ-2. Также в апреле-мае 2018 года из Москвы поступило 33 бывших в эксплуатации двусторонних однокабинных вагона МТТА-2 (двухсторонняя модификация Tatra T3 с асинхронным приводом). Большинство из них были объединены по СМЕ в двухсторонние составы и стали обслуживать маршруты СТ и СТ-2. После этого часть односторонних вагонов Tatra T3 была списана или законсервирована, а другая часть переведена на обычные маршруты.
Маршрут СТ-2 обслуживают вагоны или составы с двусторонним расположением дверей и двумя кабинами водителя, в то время как на маршруте СТ, имеющем оборотные кольца на обеих конечных станциях и расположение платформ только с правой стороны, наряду с ними могут эксплуатироваться и односторонние вагоны. В настоящий момент все эксплуатирующиеся на маршрутах вагоны или составы являются двухсторонними.

### Действующие пассажирские трамваи
- 71-623-03 (КТМ-23-03) — 20 вагонов (10 составов)
- 71-932 «Невский». Трёхсекционный. 12 вагонов.
- 71-911 «Львёнок». Односекционный, двухвагонный/одновагонный сцеп. 26 вагонов.

### Трамваи, выведенные из эксплуатации
- Tatra KT8D5 — 1 вагон (трёхсекционный)
- ЛВС-8-1-93 — 1 вагон (трёхсекционный)
- 71-611 (КТМ-11) — 2 вагона (1 состав)
- Tatra T3 — 135 вагонов
- МТТА-2 — 33 вагона
- Tatra T3R.PV — 2 вагона (1 состав)

- Сдвоенный состав Tatra T3 № 5785
- Tatra KT8D5 № 5834
- КТМ-11 во время опытной эксплуатации

### Служебные трамваи
- Tatra T3SU (двухдверная) — 8 вагонов (1 сгорел)
- ГС-4 (КРТТЗ) — 1 вагон (снегоочиститель)
- ГС-5 — 1 вагон (снегоочиститель)
- ТК-28 — 1 вагон (рельсотранспортёр)

### Законсервированные трамваи
- 71-154 (ЛВС-2009) — 10 вагонов (трёхсекционные)

С 2025 по 2027 на базе ВЭТа запланирован капитально-восстановительный ремонт трёхсекционных трамваев 71-154 (ЛВС 2009) в количестве 8 единиц

## Технические особенности
Волгоградский скоростной трамвай обеспечивает среднюю скорость движения до 30 км/ч. Движение трамвая по большей части изолировано от других видов транспорта и пешеходных потоков и осуществляется по обособленному полотну, однако, на наземном участке насчитывается более 10 пересечений с автомобильными дорогами. Все остановки скоростного трамвая объявляются пассажирам как станции.
Для питания электродвигателей через токоприёмники вместо контактного рельса в тоннелях используется контактный провод, конструкция подвески которого по условиям габарита тоннеля имеет высоту около 35 см от уровня крыши трамваев. Токоприёмники вагонов в условиях движения по тоннелям способны работать в интервале высот (от головки рельсов) от 3,8 м в тоннелях и до 6,3 м на наземных линиях. Электроснабжение подземных устройств осуществляется от понизительных подстанций.
- «Северный портал» в районе перегона «ТРК Европа» — «Площадь Ленина»
- Поездка по подземному участку на трамвае ЛВС-2009. Вид через стекло задней кабины. Обзор станции «Ельшанка»
- Стрелка на разворотном кольце со станцией «Площади Чекистов» между мостом и порталом тоннеля. Односторонние трамваи уходят на разворотное кольцо, двусторонние продолжают движение прямо

### Характеристики и строение станций
Подземные и надземные эстакадные станции скоростного трамвая схожи по конструкции со станциями метрополитена, но отличаются от них в объёмно-планировочном отношении. Длина пассажирских платформ станций 60 м, рассчитана на эксплуатацию поездов из двух перспективных восьмиосных вагонов. Высота платформ от уровня головки рельсов составляет 0,3 м. Служебные помещения располагаются на уровне платформ. Полная длина станционного комплекса, включающего платформы, вестибюль, подстанцию, вентиляционную камеру, кабельные отсеки, составляет около 135 м, то есть вдвое меньше, чем на линиях метрополитена. Основные несущие конструкции станций состоят из сборного и монолитного железобетона, конструкции тоннелей в основном из сборного железобетона.
Самая глубокая станция — «Профсоюзная», самая мелкая — «Пионерская» (единственная надземная эстакадная станция). Только две станции скоростного трамвая имеют наземные вестибюли — «Пионерская» и «Ельшанка».

### Безопасность
С точки зрения антитеррористической защиты транспортных объектов, Волгоградский метротрам рассматривается, как разновидность метрополитена и его меры защиты определяются распоряжением Правительства РФ от 30 июля 2010 г. № 1285-р «Комплексная программа обеспечения безопасности населения на транспорте». В рамках программы антитеррористических мероприятий на всех подземных станциях были установлены камеры видеонаблюдения и пункты досмотра пассажиров (багажа).
Безопасность движения трамваев в тоннелях обеспечивает система автоматической блокировки со светофорной сигнализацией и защитными участками (с использованием типовой для метрополитенов аппаратуры и оборудования). Для предотвращения спуска пассажиров в тоннель на входе установлены устройства за контролем проникновения в тоннель (УКПТ). Кабина водителя оборудована системой безопасности АЛС-АРС, установленной в кабине машиниста вагонов метрополитенов в России, за исключением Филёвской линии Московского метрополитена.

## Туристическая достопримечательность
По результатам опроса, проведённого в 2018 году, Волгоградский скоростной трамвай вошёл в тройку самых известных достопримечательностей города (известен 92 % опрошенных), пропустив вперёд Мемориальный комплекс на Мамаевом кургане (известен 97 % опрошенных) и оставив позади Дом Павлова (75 % опрошенных). Российский журнал Forbes включил Волгоградский скоростной трамвай в число 12-ти самых интересных трамвайных маршрутов мира. Волгоградский скоростной трамвай также часто упоминается в путеводителях как городская достопримечательность.

## Проблемы и перспективы
Транспортная система города представляет собой несколько мало связанных между собой подсистем без подходящих транспортно-пересадочных узлов. Южная часть скоростного трамвая отдалена от остальных видов транспорта, затруднена пересадка со скоростного трамвая на пригородный транспорт (электричку) и трамвай.
После обновления путей и выхода на линию трамваев 71-911 «Львёнок» в 2024 году, пассажиры стали массово жаловаться на сильную качку в салоне. Больше всего проблема ощущается на участках «Площадь Ленина» — «Ельшанка» и «ЦПКиО» — «Стадион Монолит». Пассажирам приходится крепко держаться за поручни и сиденья, а некоторым после поездки становится плохо.
В 2013 году Администрация Волгограда заключила контракт на разработку проекта о продолжение скоростного трамвая до станции «Госуниверситет». Однако в 2022 году работа была приостановлена. В 2025 году планы вновь возобновились, когда губернатор назвал строительство третьей очереди скоростного трамвая на юг до ТРЦ «Акварель» очередной задачей. По состоянию на 2025 год осуществляется продление линии скоростного на север для связи с пригородными поездами из Волжского.

## Примечание
Комментарии
1. ↑  При оплате наличными — 35 рублей. При оплате банковской картой — 26 рублей. Стоимость проезда при оплате транспортной картой «Волна» зависит от выбранного тарифа. При универсальном тарифе каждая поездка стоит 26 рублей. При часовом безлимитном тарифе первая поездка стоит 35 рублей, последующие поездки в течение 60 минут бесплатны. При тарифе «120 минут» первая поездка стоит 27 рублей, последующие поездки в течение 120 минут — по 11 рублей[2].

Источники
1. ↑  Статистика. Пассажиропоток в метро Волгограда. Дата обращения: 6 февраля 2021. Архивировано 26 января 2021 года.
2. ↑  Тарифы. Волна. Транспортная карта города-героя Волгоград. ООО «Сити транспорт Групп–Поволжье» (2024). Дата обращения: 30 января 2025. Архивировано 13 мая 2023 года.
3. 1 2 3 4 5 6 7 8 9 10 11 12  «Волгоградский скоростной трамвай» (19 марта 2024). — Онлайн-версия Большой российской энциклопедии (новая). Дата обращения: 30 января 2025.
4. 1 2  Востребованные отраслью технологии внедряются очень быстро // Железные дороги мира : журнал. — 2024. — Декабрь. — ISSN 0321-1495. Архивировано 16 декабря 2024 года.
5. 1 2 3 4 5 6  Н. Бычков. Тоннели скоростного трамвая в Волгограде // Метрострой : журнал. — 1970. — № 1-2.
6. 1 2 3  Евгения Иванова. Метротрам, которого могло не быть: поразительные факты из истории скоростного трамвая в Волгограде // Городские вести : газета. — 2021. — 25 октября. Архивировано 23 ноября 2022 года.
7. ↑  Роман Мерзляков. Продолжение волгоградского метротрама стало поводом для расследования // Российская газета - Экономика Юга России : газета. — 2025. — 28 января (№ 17).
8. 1 2 3  Г. Станков, С. Мануенков. Создать предпосылки для досрочного пуска // Метрострой : журнал. — 1979. — № 2. Архивировано 31 июля 2023 года.
9. 1 2  Особый транспорт // Грани культуры : газета. — 2018. — Май (№ 10). Архивировано 13 июля 2019 года.
10. ↑  История | МетроЭлектроТранс. www.gortransvolga.ru. Дата обращения: 1 февраля 2023. Архивировано 12 сентября 2021 года.
11. ↑  Волгоградский бизнес скупает остановки. v1.ru - новости Волгограда (4 марта 2016). Дата обращения: 23 августа 2023. Архивировано 19 октября 2023 года.
12. ↑  В Волгограде начались работы по устройству трамвайного съезда для организации реверсивного движения на линии СТ | МетроЭлектроТранс. www.gortransvolga.ru. Дата обращения: 26 июня 2023. Архивировано 26 июня 2023 года.
13. ↑  9 Мая 2018 года городской электротранспорт Волгограда работал в усиленном режиме | МетроЭлектроТранс. www.gortransvolga.ru. Дата обращения: 26 июня 2023. Архивировано 26 июня 2023 года.
14. ↑  В дни проведения футбольных матчей на прилегающей к стадиону «Волгоград Арена» территории будут организованы пешеходные зоны. | МетроЭлектроТранс. www.gortransvolga.ru. Дата обращения: 26 июня 2023. Архивировано 26 июня 2023 года.
15. ↑  В Волгограде открылся единый маршрут линии скоростного трамвая | МетроЭлектроТранс. www.gortransvolga.ru. Дата обращения: 26 июня 2023. Архивировано 26 июня 2023 года.
16. ↑  Продолжаются работы по восстановлению движения СТ в полном объеме | МетроЭлектроТранс. www.gortransvolga.ru. Дата обращения: 26 июня 2023. Архивировано 26 июня 2023 года.
17. ↑  Маршрут СТ работает в штатном режиме | МетроЭлектроТранс. www.gortransvolga.ru. Дата обращения: 26 июня 2023. Архивировано 26 июня 2023 года.
18. ↑  Инна ШЕРЕМЕТЬЕВА. Коронавирус в Волгограде: как будет ходить транспорт с 1 по 30 апреля 2020. volgograd.kp.ru (30 марта 2020). Дата обращения: 1 февраля 2023. Архивировано 22 декабря 2020 года.
19. ↑  Екатерина МАЛИНИНА. В Волгограде с понедельника, 13 апреля, начнет курсировать скоростной трамвай. volgograd.kp.ru (12 апреля 2020). Дата обращения: 1 февраля 2023. Архивировано 16 апреля 2020 года.
20. ↑  На линии скоростного трамвая работает вспомогательный маршрут | МетроЭлектроТранс. www.gortransvolga.ru. Дата обращения: 26 июня 2023. Архивировано 26 июня 2023 года.
21. ↑  В Волгограде начинаются работы по модернизации линии скоростного трамвая | МетроЭлектроТранс. www.gortransvolga.ru. Дата обращения: 26 июня 2023. Архивировано 26 июня 2023 года.
22. ↑  C 1 сентября скоростной трамвай возобновит работу в обычных границах – от станции «Ельшанка» до «ВГТЗ» | МетроЭлектроТранс. www.gortransvolga.ru. Дата обращения: 26 июня 2023. Архивировано 26 июня 2023 года.
23. ↑  Вниманию пассажиров! | МетроЭлектроТранс. www.gortransvolga.ru. Дата обращения: 26 июня 2023. Архивировано 26 июня 2023 года.
24. ↑  Вниманию пассажиров! | МетроЭлектроТранс. www.gortransvolga.ru. Дата обращения: 26 июня 2023. Архивировано 26 июня 2023 года.
25. ↑  Усилены перевозки пассажиров на линии скоростного трамвая | МетроЭлектроТранс. www.gortransvolga.ru. Дата обращения: 26 июня 2023. Архивировано 26 июня 2023 года.
26. ↑  С 21 по 24 июля изменится режим работы скоростного трамвая | МетроЭлектроТранс. www.gortransvolga.ru. Дата обращения: 26 июня 2023. Архивировано 12 августа 2022 года.
27. ↑  Вниманию пассажиров! | МетроЭлектроТранс. www.gortransvolga.ru. Дата обращения: 26 июня 2023. Архивировано 26 июня 2023 года.
28. ↑  Новости - Официальный сайт администрации Волгограда. volgadmin.ru. Дата обращения: 26 июня 2023. Архивировано 26 июня 2023 года.
29. ↑  Новости - Официальный сайт администрации Волгограда. volgadmin.ru. Дата обращения: 9 сентября 2023. Архивировано 19 октября 2023 года.
30. ↑  Не прошло и полугода: в Волгограде открывают скоростной трамвай. v1.ru - новости Волгограда (19 октября 2023). Дата обращения: 21 октября 2023. Архивировано 20 октября 2023 года.
31. ↑  В Волгограде на неопределенный срок закрыли скоростной трамвай. V1.ру - новости Волгограда (13 мая 2024). Дата обращения: 26 июня 2024. Архивировано 26 июня 2024 года.
32. ↑  Всё, приехали: в Волгограде полностью останавливают скоростной трамвай. V1.ру - новости Волгограда (22 июня 2024). Дата обращения: 26 июня 2024. Архивировано 26 июня 2024 года.
33. ↑  В Волгограде скоростной трамвай будет ходить от «ВГТЗ» до «Ельшанки». v1.ru (8 июля 2018). Дата обращения: 31 июля 2020.
34. ↑  Инна ШЕРЕМЕТЬЕВА. В Волгограде начали делать съезд для укороченного маршрута скоростных трамваев к ЧМ-2018. KP.RU. «Комсомольская правда» (28 марта 2018). Дата обращения: 31 июля 2020. Архивировано 11 апреля 2018 года.
35. 1 2 3 4 5  Волгоград, Трамвайное депо № 5. TransPhoto.ru. Дата обращения: 25 июня 2020. Архивировано 12 июня 2020 года.
36. ↑  Липсиц, Л. М. Общественный транспорт в крупных городах России: перспективы развития :  [рус.] : [арх. 27 января 2025] // Транспорт Российской Федерации. Журнал о науке, практике, экономике : журн. — 2010. — № 6 (31). — С. 13.
37. ↑  Тоннели скоростного трамвая в Волгограде // Метрострой» : журнал. — 1970. — № 1—2. Архивировано 28 февраля 2019 года.
38. ↑  Швецов, А. В. Транспортная безопасность метрополитена :  [рус.] : [арх. 2 сентября 2024] // Известия ПГУПС : журн. — 2015. — № 4. — С. 73.
39. ↑  Волгоград поборется с терроризмом на станциях метротрама. v1.ru (16 января 2012). Дата обращения: 26 апреля 2020.
40. ↑  Терещук, О. А. Проблемы формирования городского бренда Волгограда :  [рус.] : [арх. 27 января 2025] / О. А. Терещук, Кандалов // Вестник института мировых цивилизаций : журн. — 2018. — Т. 9, № 4 (21). — С. 61–62.
41. ↑  Павел Соколов. 12 самых интересных трамвайных маршрутов мира. Forbes. Российская версия журнала Forbes (20 февраля 2012). Дата обращения: 27 января 2025. Архивировано 15 февраля 2019 года.
42. ↑  Дарья Близнюкова, Денис Демков. Волгоград. Восставший из пепла // Ваш азимут : журнал. — 2024. — Июль (№ 79). — С. 22-33.
43. ↑  Злата Медушевская, Светлана Ершова, Наталья Дрёмова, Дарья Галеева, Галина Шейкина, Алексей Макурин, Татьяна Богданова. Сквозь тайгу и на море. Где встречается необычный общественный транспорт? // Аргументы и факты : газета. — 2020. — 20 июля. Архивировано 10 ноября 2024 года.
44. 1 2  Алина Епифанова, Татьяна Зубкова (11 января 2025). Андрей Бочаров: «Общественный транспорт — абсолютный приоритет в развитии Волгограда». Администрация Волгограда.
45. ↑  Волгоградские трамваи ошарашили туристов тряской. Новости Волгограда (3 мая 2025).
46. ↑  «Третьей очереди не будет»: в Волгограде отменен проект продления линий скоростного трамвая до ВолГУ. v1.ru - новости Волгограда (24 ноября 2022). Дата обращения: 1 февраля 2023. Архивировано 12 января 2023 года.
47. ↑  Роман Мерзляков. Скоростной трамвай Волгограда свяжут с другими видами транспорта // Российская газета - Экономика Юга России : газета. — 2025. — 21 января (№ 11). Архивировано 29 января 2025 года.